# بریسی کرک‌غده‌ای
بریسی کرک غده‌ای (نام علمی: Cadaba glandulosa) نام یک گونه از سرده بریسی است.